# Биго де Преаменё, Феликс Жюльен Жан
Феликс Жюльен Жан Биго де Преаменё (фр. Félix Julien Jean Bigot de Préameneu; 26 марта 1747 — 31 июля 1825) — французский юрист и политический деятель.
Родился в Ренне (Бретань) 26 марта 1747 года. Был избран в Законодательное собрание в 1791 году, но он должен был скрываться во время террора.
В 1800 году Феликс Биго де Преаменё стал, наряду с Жаном де Камбасересом, одним из четырех правоведов, авторов Кодекса Наполеона.
В 1803 году он был избран во Французскую академию.
В 1808 году он стал министром народного культа.
Биго потерял все свои посты в начале второй реставрации.
Умер 31 июля 1825 года в Париже и был похоронен на кладбище Пер-Лашез (14-я секция).